# Joan Termes i Roig
Joan Termes i Roig (Sant Andreu de Palomar, Barcelona 1941 - 4 de Juny de 2024) fou un dirigent i activista veïnal català.
Tota la vida ha treballat al barri d'Horta en favor de la integració de les persones discapacitades. Va cursar els estudis bàsics a l'Acadèmia Cultura i a l'Escola del Treball. Va treballar com a autònom en un petit taller de construcció i muntatge de quadres elèctrics.
Era pare de dos fills discapacitats físics amb un grau d'afectació del 98% i el 82% respectivament. Aquesta circumstància el va portar a impulsar la creació de la Vocalia de Discapacitats de l'Associació de Veïns d'Horta davant les mancances d'equipaments assistencials i socials per a aquest col·lectiu. Des de la Vocalia ha denunciat les barreres arquitectòniques que encara existeixen en equipaments sanitaris i socials, comerços i transport públic, en especial el Metro i la RENFE. Ha reclamat també la creació de residències i pisos tutelats per a aquestes persones i ha denunciat el buit legal que hi ha en matèria d'accessibilitat als locals d'oci. Ha reivindicat l'actualització del Codi d'Accessibilitat per tal de millorar la mobilitat de les persones discapacitades, i ha demanat públicament que les necessitats d'aquest col·lectiu estiguin recollides en el nou Estatut de Catalunya.
Va elaborar una sèrie de reportatges en format DVD sobre les barreres arquitectòniques dels diferents barris de Barcelona, en col·laboració amb les associacions de veïns, per tal de denunciar les dificultats de tota mena que troben les persones amb discapacitat, tant per l'incompliment municipal com per l'incivisme d'algunes persones.
També formà part del Consell de Discapacitats d'Horta-Guinardó, de les comissions de Participació Ciutadana, Urbanisme i Transports de l'Institut Municipal de Persones amb Discapacitat de l'Ajuntament de Barcelona i de la Junta Directiva de la Federació d'Associacions de Veïns de Barcelona (FAVB). El 2005 va rebre la Medalla d'Honor de Barcelona.
Va ser president fundador de l'Associació Coordinadora Pro Museu del Transport de Barcelona que reivindica la creació d'aquest museu, un deute de ciutat de fa més de cinquanta anys, amb vehicles històrics de Barcelona com autobusos, metros, tramvies, etc.
El matí del passat 4 de juny, Joan va morir per causes naturals. Dos dies abans, els dies 1 i 2 de juny, va participar activament com a voluntari a "Rally d'autobusos clàssics" de Barcelona.